# Лумпарн
Лумпарн (швед. Lumparn, фин. Lumpari) — плёс, расположенный внутри острова Аланд — главного острова архипелага Аландских островов в Финляндии. К заливу имеют выход четыре общины Финляндии (коммуны): с севера — Сунд, с востока — Лумпарланд, с юга — Лемланд и с запада — Йомала. Расстояние от берега до берега составляет около 10 километров, площадь залива — около 80 км².

## Происхождение залива
Большая часть залива заполняет 9-километровый ударный кратер. Возраст кратера оценивается примерно в 1 миллиард лет (протерозой). Ранее считалось, что залив образовался из-за раскола (трещины) земной коры. Несмотря на то, что исследования по происхождению проводились с 1931 года, лишь в 1993 году залив был идентифицирован как ударный кратер. В 1979 году палеонтолог Глен Меррилл предположил, что это ударный кратер, а не разлом в земной коре. Летом 1992 года шведский геолог Нильс-Бертиль Свенссон обнаружил длиннозерные формы тектитов. Они могут быть лучше всего видны в скале, на пляжах, в юго-западной части залива. Бассейн залива является одним из немногих мест в Финляндии, где можно найти окаменелости.
Залив также ранее упоминался под названием Lumpari в некоторых документах на финском языке, хотя Институт языков Финляндии не содержит Lumpari среди слов текущего использования.